# Табановић (Шабац)
Табановић је насеље у Србији у општини Шабац у Мачванском округу. Према попису из 2022. било је 1152 становника.

## Познате личности
- Софка Николић - певачица народне музике

## Демографија
У насељу Табановић живи 1151 пунолетни становник, а просечна старост становништва износи 40,3 година (39,3 код мушкараца и 41,2 код жена). У насељу има 436 домаћинстава, а просечан број чланова по домаћинству је 3,26.
Ово насеље је великим делом насељено Србима (према попису из 2002. године), а у последња три пописа, примећен је пораст у броју становника.
|  |

| Демографија | Демографија | Демографија |
| Година      | Становника  | Становника  |
| ----------- | ----------- | ----------- |
| 1948.       | 1.360       |             |
| 1953.       | 1.367       |             |
| 1961.       | 1.400       |             |
| 1971.       | 1.253       |             |
| 1981.       | 1.286       |             |
| 1991.       | 1.412       | 1.344       |
| 2002.       | 1.420       | 1.525       |

| Етнички састав према попису из 2002.‍ | Етнички састав према попису из 2002.‍ | Етнички састав према попису из 2002.‍ | Етнички састав према попису из 2002.‍ | Етнички састав према попису из 2002.‍ |
| ------------------------------------ | ------------------------------------ | ------------------------------------ | ------------------------------------ | ------------------------------------ |
|                                      |                                      |                                      |                                      |                                      |
| Срби                                 | Срби                                 |                                      | 1.361                                | 95,84%                               |
| Роми                                 | Роми                                 |                                      | 27                                   | 1,90%                                |
| Македонци                            | Македонци                            |                                      | 2                                    | 0,14%                                |
| Црногорци                            | Црногорци                            |                                      | 1                                    | 0,07%                                |
| Хрвати                               | Хрвати                               |                                      | 1                                    | 0,07%                                |
| Југословени                          | Југословени                          |                                      | 1                                    | 0,07%                                |
| непознато                            | непознато                            |                                      | 5                                    | 0,35%                                |

| Година пописа     | 1948. | 1953. | 1961. | 1971. | 1981. | 1991. | 2002. |
| ----------------- | ----- | ----- | ----- | ----- | ----- | ----- | ----- |
| Број домаћинстава | 286   | 306   | 327   | 337   | 357   | 432   | 436   |

| Број чланова      | 1  | 2   | 3  | 4  | 5  | 6  | 7 | 8 | 9 | 10 и више | Просек |
| ----------------- | -- | --- | -- | -- | -- | -- | - | - | - | --------- | ------ |
| Број домаћинстава | 81 | 100 | 70 | 85 | 42 | 43 | 7 | 4 | 2 | 2         | 3,26   |

| Пол    | Укупно | Неожењен/Неудата | Ожењен/Удата | Удовац/Удовица | Разведен/Разведена | Непознато |
| ------ | ------ | ---------------- | ------------ | -------------- | ------------------ | --------- |
| Мушки  | 608    | 178              | 377          | 35             | 16                 | 2         |
| Женски | 599    | 110              | 378          | 100            | 8                  | 3         |
| УКУПНО | 1.207  | 288              | 755          | 135            | 24                 | 5         |

| Пол    | Укупно                    | Пољопривреда, лов и шумарство | Рибарство                            | Вађење руде и камена | Прерађивачка индустрија       |
| ------ | ------------------------- | ----------------------------- | ------------------------------------ | -------------------- | ----------------------------- |
| Мушки  | 331                       | 188                           | 0                                    | 1                    | 41                            |
| Женски | 175                       | 104                           | 0                                    | 0                    | 12                            |
| УКУПНО | 506                       | 292                           | 0                                    | 1                    | 53                            |
| Пол    | Производња и снабдевање   | Грађевинарство                | Трговина                             | Хотели и ресторани   | Саобраћај, складиштење и везе |
| Мушки  | 5                         | 11                            | 18                                   | 3                    | 6                             |
| Женски | 3                         | 1                             | 23                                   | 1                    | 3                             |
| УКУПНО | 8                         | 12                            | 41                                   | 4                    | 9                             |
| Пол    | Финансијско посредовање   | Некретнине                    | Државна управа и одбрана             | Образовање           | Здравствени и социјални рад   |
| Мушки  | 1                         | 4                             | 9                                    | 10                   | 4                             |
| Женски | 0                         | 0                             | 1                                    | 8                    | 11                            |
| УКУПНО | 1                         | 4                             | 10                                   | 18                   | 15                            |
| Пол    | Остале услужне активности | Приватна домаћинства          | Екстериторијалне организације и тела | Непознато            | Непознато                     |
| Мушки  | 6                         | 0                             | 0                                    | 24                   | 24                            |
| Женски | 2                         | 0                             | 0                                    | 6                    | 6                             |
| УКУПНО | 8                         | 0                             | 0                                    | 30                   | 30                            |